# Rémérangles
Rémérangles est une commune française située dans le département de l'Oise en région Hauts-de-France.
Ses habitants sont appelés les Réméranglois et les Rémérangloises.

## Géographie

### Localisation
Le village de Rémérangles est situé à 65 km au nord de Paris, 15 km à l'est de Beauvais, 40 km à l'ouest de Compiègne et 50 km au sud d'Amiens.
|                      | Essuiles            | Bulles |
| Le Fay-Saint-Quentin | Rémérangles         |        |
| Bresles              | La Rue-Saint-Pierre | Litz   |

### Topographie et géologie
La commune se situe entre 77 m et 121 mètres au-dessus du niveau de la mer, sur une plaine assez étendue. Le village se trouve à 102 m. Le point le plus bas de la commune se trouve dans le fond de Bresles, au sud-ouest et le site le plus élevé se localise aux limites avec les communes de Bulles et d'Essuiles, au nord-est.
Plusieurs vallons se trouvent sur le territoire : le fond de Bresles au sud-ouest, la vallée Sainte-Marie et le fond de Rémérangles à l'ouest ainsi que la vallée Haleine au nord-ouest. Cette commune forme une plaine découverte, fertile, légèrement inclinée vers le sud. Le périmètre est à peu près carré.
La craie s'étend sur le territoire. Les silex sont rares, d'un petit volume, et mêlés de quelques galets. Telles sont les parties basses de la plaine de Rémérangles vers La Rue-Saint-Pierre et Litz. On voit une immense quantité de cailloux entre le village et la vallée de la Brêche. Les cailloux sont accumulés au fond du diluvium argileux dans le voisinage de la roche crayeuse, autour du chef-lieu. Le sol se compose en partie d'argile à silex. La commune se trouve en zone de sismicité 1, très faiblement exposée aux séismes.

### Hydrographie
La commune est située dans le bassin Seine-Normandie. Elle n'est drainée par aucun cours d'eau,.
La présence de plusieurs vallons à la limite est de la commune peut expliquer une ancienne présence de ruisseaux sur le territoire. Les zones les moins élevées du territoire sont situées au-dessus de plusieurs nappes phréatiques sous-affleurentes.

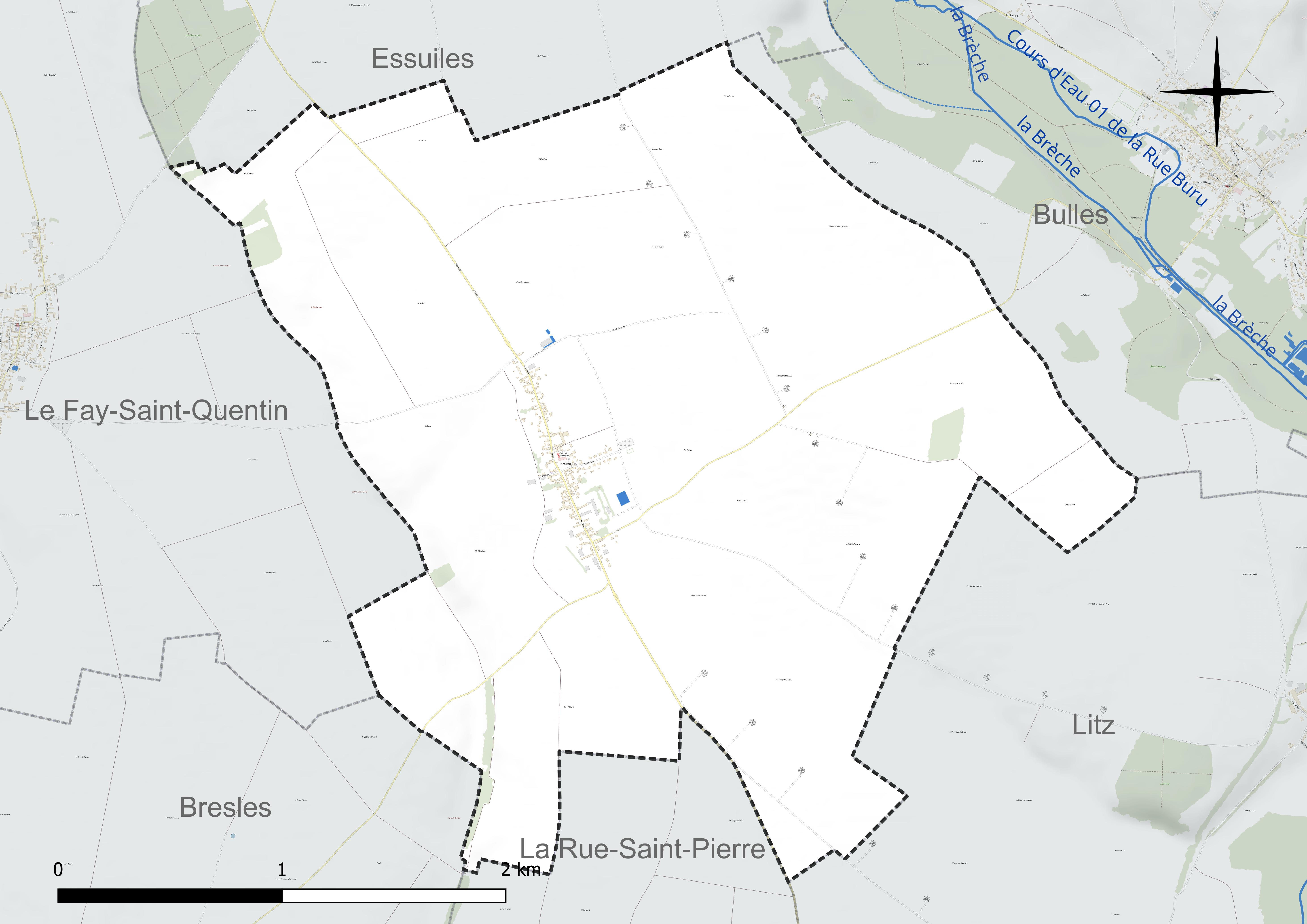
Réseau hydrographique de Rémérangles.

### Climat
Pour des articles plus généraux, voir Climat des Hauts-de-France et Climat de l'Oise.
En 2010, le climat de la commune est de type climat océanique dégradé des plaines du Centre et du Nord, selon une étude du CNRS s'appuyant sur une série de données couvrant la période 1971-2000. En 2020, Météo-France publie une typologie des climats de la France métropolitaine dans laquelle la commune est exposée à un climat océanique et est dans la région climatique  Nord-est du bassin Parisien, caractérisée par un ensoleillement médiocre, une pluviométrie moyenne régulièrement répartie au cours de l'année et un hiver froid (3 °C). 
Pour la période 1971-2000, la température annuelle moyenne est de 10,5 °C, avec une amplitude thermique annuelle de 14,4 °C. Le cumul annuel moyen de précipitations est de 646 mm, avec 10,6 jours de précipitations en janvier et 7,7 jours en juillet. Pour la période 1991-2020, la température moyenne annuelle observée sur la station météorologique la plus proche, située sur la commune de Tillé à 13 km à vol d'oiseau, est de 11,0 °C et le cumul annuel moyen de précipitations est de 655,5 mm,. Pour l'avenir, les paramètres climatiques de la commune estimés pour 2050 selon différents scénarios d'émission de gaz à effet de serre sont consultables sur un site dédié publié par Météo-France.

### Milieux naturels
Hormis le tissu urbain, qui couvre près de 13 hectares (2,7 % de la superficie), le territoire communal se compose à 95,7 % de cultures sur 831 hectares et de 13 hectares d'espaces boisés (1,5 % du territoire), constitués par quelques petites parcelles sur la limite ouest de la commune, ainsi qu'au lieu-dit les Quatre-Muids, à l'est. Les vergers et prairies ne rassemblent que 2,3 hectares sur l'ensemble de la commune,.

## Urbanisme

### Typologie
Au 1er janvier 2024, Rémérangles est catégorisée commune rurale à habitat dispersé, selon la nouvelle grille communale de densité à sept niveaux définie par l'Insee en 2022.
Elle est située hors unité urbaine. Par ailleurs la commune fait partie de l'aire d'attraction de Beauvais, dont elle est une commune de la couronne,. Cette aire, qui regroupe 162 communes, est catégorisée dans les aires de 50 000 à moins de 200 000 habitants,.

### Occupation des sols
L'occupation des sols de la commune, telle qu'elle ressort de la base de données européenne d'occupation biophysique des sols Corine Land Cover (CLC), est marquée par l'importance des territoires agricoles (97 % en 2018), une proportion sensiblement équivalente à celle de 1990 (96,6 %). La répartition détaillée en 2018 est la suivante : 
terres arables (97 %), zones urbanisées (2,9 %), forêts (0,1 %). L'évolution de l'occupation des sols de la commune et de ses infrastructures peut être observée sur les différentes représentations cartographiques du territoire : la carte de Cassini (XVIIIe siècle), la carte d'état-major (1820-1866) et les cartes ou photos aériennes de l'IGN pour la période actuelle (1950 à aujourd'hui).

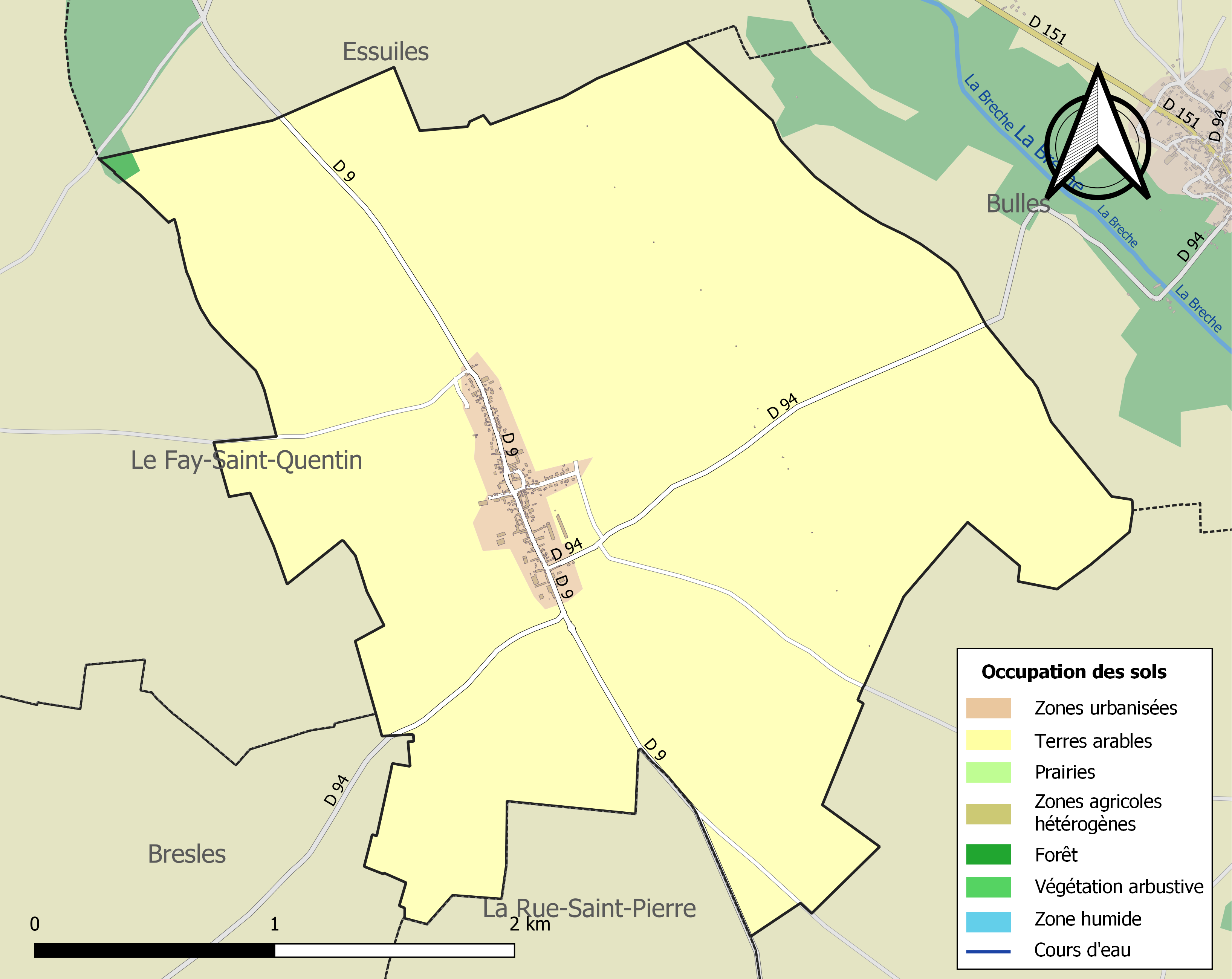
Carte des infrastructures et de l'occupation des sols de la commune en 2018 (CLC).

### Hameaux et lieux-dits
Hormis le chef-lieu, Rémérangles, la commune ne possède pas de hameaux ni de lieux-dits habités. Autrefois se trouvait entre Rémérangles et Wariville la ferme de la Vallée.

### Morphologie urbaine
En 1890, les 80 maisons du village s'étendent en une seule rue d'un kilomètre de long, au milieu d'une vaste plaine découverte. Aujourd'hui, le village, est toujours construit en « village-rue » mais s'est agrandi de quatre rues de plus qui débutent de la Grande Rue (route départementale 9) ou de la place centrale. La rue Bouteille part la place communale et se dirige vers l'ouest tandis que rue Dubois-Philibert débute de la place centrale et se dirige vers l'est. La rue Camille-Dangoisse passe derrière la mairie et l'église Notre-Dame avant de rejoindre la rue Dubois-Philibert et enfin la rue de Bulles (route départementale 94) débute dans la partie sud de la Grande- Rue pour rejoindre la commune de Bulles, à l'ouest.

### Voies de communications et transports
La commune de Rémérangles est desservie par deux routes départementales, la D 9 et la D 94.
La route départementale 9, reliant La Rue-Saint-Pierre à Auchy-la-Montagne en est le principal axe routier. En venant du sud, il croise la D 94 puis passe dans le village par la seule Grande Rue.
La route départementale 94, allant de Bresles à Mory-Montcrux traverse le territoire dans une transversale sud-ouest au nord-est. Depuis Bresles, elle rejoint puis se sépare de la D 9 au sud du chef-lieu avant de rejoindre Bulles. De plus, une route communale relie le village à la commune voisine du Fay-Saint-Quentin. Une seconde relie la D 94 au hameau de Wariville (commune de Litz). Deux voies se dirigent au nord-est du territoire pour relier le village au parc éolien du Chemin des Haguenets.
La gare SNCF la plus proche se situe à Rochy-Condé à 9 km au sud-ouest sur la ligne de Creil à Beauvais.
La commune est desservie, en 2023, par une ligne à vocation scolaire vers le collège de Bresles et le service de transport à la demande Corolis à la demande - Zone Est du réseau Corolis ainsi que par la ligne 613 du réseau interurbain de l'Oise. Une navette de regroupement pédagogique intercommunal (ligne 6632) relie la commune à l'école communale de Le Fay-Saint-Quentin et Essuiles.
L'aéroport de Beauvais-Tillé se situe à 12,6 km à l'ouest et l'aéroport de Paris-Charles-de-Gaulle se trouve à 52 km au sud-est. Il n'existe aucune liaison par des transports en commun entre la commune et ces aéroports.

## Toponymie
La commune a porté les noms suivants au cours de son histoire:
- 1157 : « Remerangle »
- 1190 : « Eremeranglia »
- 1245: « Ramerangle »
- 1303 : « Rémérangle » ou « La Rémérangle »
- 1890 : « Rémérangle »
- De nos jours : « Rémérangles »

La localité paraît tirer son nom de « Ricmiri Angula », c'est-à-dire le coin, la portion de terre de Ricmir ou de Rimer. Il y avait encore en 1210 à Rémérangles un lieu-dit qui s'appelait le Champ-de-l'Angle. Au XIXe siècle, selon A. Debauve et E. Roussel, les habitants avaient cru bien faire en ajoutant un « s » au nom de leur village, qui s'écrivait correctement « Rémérangle » à cette époque, ou « Remérangle ». De nos jours, le village porte le nom de Rémérangles.

## Histoire

### Moyen ÂgeetRenaissance
Le village de Rémérangles est sillonné de muches (souterrains-refuges) pratiqués à trois mètres au-dessous du sol et dont quelques-uns ont, jusqu'à 500 mètres de longueur. Beaucoup sont comblés. En outre, chaque maison à une cave secrète qui devait servir à cacher les provisions. L'église est bâtie sur une butte formée de déblais de ces souterrains, et comme celle-ci possède des parties romanes, on peut en conclure que ces forts remontent à l'invasion des Normands, et ont été creusés par les habitants pour se soustraire aux cruautés de ces barbares.
Au XVe siècle, la seigneurie de Rémérangles appartenait à Charles de Rouveroy, écuyer. Elle fut saisie sur lui-même et adjugée, le 11 mars 1479, à Jean de Regnault, chanoine de Beauvais.
À côté de la seigneurie, il y avait beaucoup d'autres petits fiefs, entre autres, le fief de Sains : Jean Ier de Bourbon, comte de Clermont, fait prisonnier lors de la bataille d'Azincourt en 1415 et conduit en Angleterre où il demeura jusqu'à sa mort en 1433, donna en 1425 à Philippot Cotterouge, son cuisinier, la moitié du fief de Sains, dont il était devenu maître à la suite de la mort sans hériter de Jean, bâtard de Sains. Charles Ier de Bourbon, fils de Jean, acquit l'autre moitié de ce fief et en fit don à Philippot, qui était passé à son service et qui demeura, jusqu'à sa mort, au service d'Agnès de Bourgogne, sa femme. Les fils de Philippot vendirent ce fief en 1483 à Jean Regnault. De 1479 à 1484, le chanoine agrandit son domaine par l'acquisition de terres et rentes. Le 29 juillet 1484, il fit donation au chapitre de la cathédrale Saint-Pierre de Beauvais de tous ces biens à Rémérangles, à charge d'un obit solennel pour ses parents, pour feu l'évêque Guillaume de Hellande et pour lui. Le chapitre continua ses acquisitions : en 1484, il acheta un petit fief à Rémérangles aux religieux de l'Hôtel-Dieu de Paris. En 1559, il se vit adjuger un moulin à vent tenant au chemin de Bulles. En 1789, on évaluait à 4 500 livres le revenu de la ferme, des champarts, censives et moulin du chapitre.
Parmi les petits fiefs qui étaient si nombreux à Rémérangles, le fief de Gannes, ainsi nommé du nom de ses anciens possesseurs, les seigneurs de Gannes : ce fief était considéré comme faisant partie de la banlieue de Bulles, et, à ce titre, les cultivateurs qui l'habitaient ou détenaient des terres en relevant, avaient droit de mener paître leurs bestiaux dans les marais de Bulles et de rouir leurs lin et chanvres dans la rivière, à charge de se trouver à Bulles le jour de la Trinité, où l'on procédait à l'élection du maire, de présenter au maire l'un d'entre eux pour être pair de la commune et de payer 4 sous parisis de rente annuelle pour toute charge.
La cure était à la collation du prieur de Bulles, qui percevait les grosses dîmes avec l'abbaye de Saint-Paul. Entre Rémérangles et Wariville se trouvait une ferme appelée la Vallée, qui fut sans doute brûlée au XVe siècle. Ce lieu a gardé le nom de la vallée brûlée.

### Époque moderne

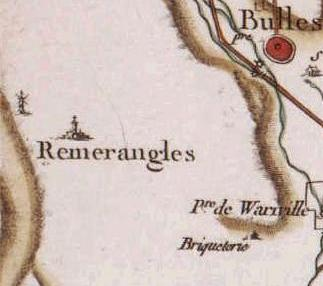
Rémérangles, carte de Cassini.

Au XVIIIe siècle, on comptait un certain nombre de musquiniers[Quoi ?] et tisserands. En 1749, le cheptel des habitants comprenait 53 chevaux, 66 vaches, 580 moutons et 8 ânes. Le produit des dîmes, champarts, censives et du moulin à vent était de 2322 livres.
En 1789, la paroisse renfermait 21 indigents. Les doléances des habitants de Rémérangles portent sur les points suivants : la multitude des impositions est rendue plus onéreuse dans la dureté des temps, elles sont inégalement réparties. Ils demandent également l'abolition des privilèges et exemptions, la suppression des aides et des gabelles, le règlement des dîmes insolites[Quoi ?], l'interdiction des quêtes des religieux qui sont en charge pour le peuple, la gratuité des baptêmes, mariages et enterrements forment l'objet d'autres demandes. Les députés de la paroisse, à l'assemblée du bailliage de Clermont, furent Nicolas Queste, laboureur, et Louis Tassart, ancien laboureur.
En 1890, l'agriculture forme l'occupation principale des habitants, 31 personnes étaient cependant employées à la fabrication des brosses. La population du chef-lieu était de 266 habitants

## Politique et administration

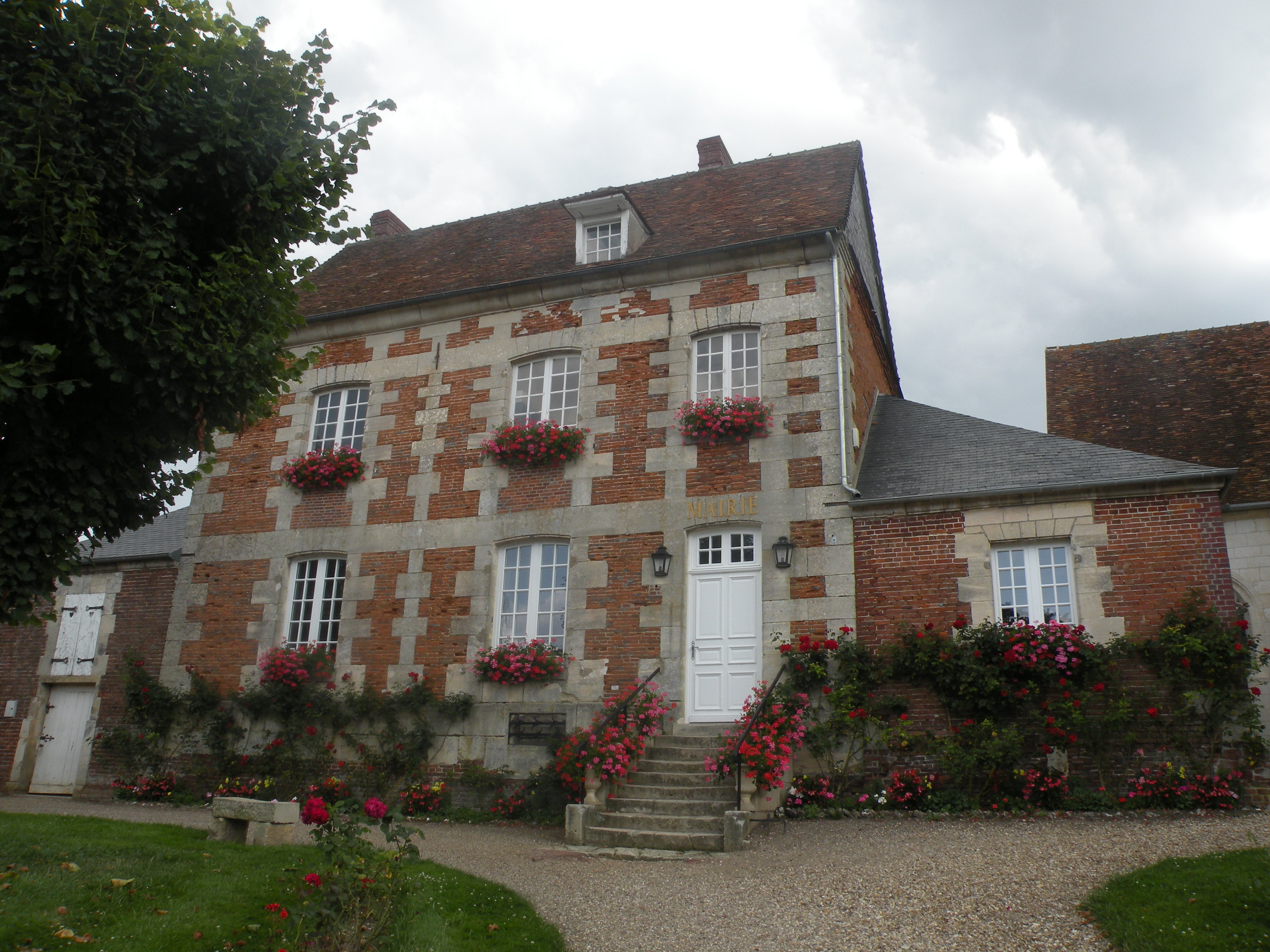
La mairie.

### Rattachements administratifs et électoraux
La commune se trouve dans l'arrondissement de Clermont du département de l'Oise. Pour l'élection des députés, elle fait partie de la septième circonscription de l'Oise.
Elle faisait partie depuis 1801 du canton de Clermont. Dans le cadre du redécoupage cantonal de 2014 en France, la commune est intégrée au canton de Mouy.

### Intercommunalité
La commune faisait partie de la communauté de communes Rurales du Beauvaisis (CCRB), créée le 31 décembre 1997.
La loi portant nouvelle organisation territoriale de la République (Loi NOTRe) du 7 août 2015, prévoyant que les établissements publics de coopération intercommunale (EPCI) à fiscalité propre doivent avoir un minimum de 15 000 habitants, le préfet de l'Oise a publié en octobre 2015 un projet de nouveau schéma départemental de coopération intercommunale, qui prévoit la fusion de plusieurs intercommunalités, et en particulier de la communauté d'agglomération du Beauvaisis et de la communauté de communes rurales du Beauvaisis, de manière à créer un  nouvel EPCI rassemblant 44 communes pour 93 341 habitants. Malgré les réticences du président de la CCRB, le schéma est entériné,.
La fusion prend effet le 1er janvier 2017, et la commune est désormais membre de la communauté d'agglomération du Beauvaisis (CAB).

### Liste des maires
| Période                                  | Période                   | Identité     | Étiquette | Qualité                                                                                    |
| ---------------------------------------- | ------------------------- | ------------ | --------- | ------------------------------------------------------------------------------------------ |
| Les données manquantes sont à compléter. |                           |              |           |                                                                                            |
| mars 1995                                | En cours (au 26 mai 2020) | Hubert Proot | DVD       | Vice-président de la CC rurales du Beauvaisis (2014 → 2016) Réélu pour le mandat 2014-2020 |

### Politique environnementale
(18 mars 2017).
Village fleuri : quatre fleurs renouvelées en 2007 par le Conseil des Villes et Villages Fleuris de France au Concours des villes et villages fleuris.
Quatorze éoliennes ont été installées dans la commune par la Compagnie du vent dès 2009.
En 2022, Thomas Petrot est élu vice-président du comité des fêtes.

## Population et société

### Démographie

#### Évolution démographique
L'évolution du nombre d'habitants est connue à travers les recensements de la population effectués dans la commune depuis 1793. Pour les communes de moins de 10 000 habitants, une enquête de recensement portant sur toute la population est réalisée tous les cinq ans, les populations de référence des années intermédiaires étant quant à elles estimées par interpolation ou extrapolation. Pour la commune, le premier recensement exhaustif entrant dans le cadre du nouveau dispositif a été réalisé en 2004.

En 2022, la commune comptait 209 habitants, en évolution de −3,24 % par rapport à 2016 (Oise : +0,87 %, France hors Mayotte : +2,11 %).
| 1793 | 1800 | 1806 | 1821 | 1831 | 1836 | 1841 | 1846 | 1851 |
| ---- | ---- | ---- | ---- | ---- | ---- | ---- | ---- | ---- |
| 327  | 324  | 358  | 337  | 317  | 321  | 335  | 332  | 318  |

| 1856 | 1861 | 1866 | 1872 | 1876 | 1881 | 1886 | 1891 | 1896 |
| ---- | ---- | ---- | ---- | ---- | ---- | ---- | ---- | ---- |
| 306  | 273  | 284  | 285  | 267  | 274  | 266  | 249  | 232  |

| 1901 | 1906 | 1911 | 1921 | 1926 | 1931 | 1936 | 1946 | 1954 |
| ---- | ---- | ---- | ---- | ---- | ---- | ---- | ---- | ---- |
| 227  | 231  | 220  | 191  | 203  | 165  | 184  | 176  | 189  |

| 1962 | 1968 | 1975 | 1982 | 1990 | 1999 | 2004 | 2006 | 2009 |
| ---- | ---- | ---- | ---- | ---- | ---- | ---- | ---- | ---- |
| 160  | 154  | 161  | 190  | 223  | 224  | 225  | 232  | 225  |

| 2014 | 2019 | 2022 | - | - | - | - | - | - |
| ---- | ---- | ---- | - | - | - | - | - | - |
| 215  | 217  | 209  | - | - | - | - | - | - |

#### Pyramide des âges
La population de la commune est relativement âgée.
En 2018, le taux de personnes d'un âge inférieur à 30 ans s'élève à 27,2 %, soit en dessous de la moyenne départementale (37,3 %). À l'inverse, le taux de personnes d'âge supérieur à 60 ans est de 30,4 % la même année, alors qu'il est de 22,8 % au niveau départemental.
En 2018, la commune comptait 107 hommes pour 110 femmes, soit un taux de 50,69 % de femmes, légèrement inférieur au taux départemental (51,11 %).
Les pyramides des âges de la commune et du département s'établissent comme suit.
| Hommes | Classe d’âge | Femmes |
| ------ | ------------ | ------ |
| 0,9    | 90 ou +      | 0,0    |
| 5,6    | 75-89 ans    | 7,3    |
| 28,0   | 60-74 ans    | 19,1   |
| 20,6   | 45-59 ans    | 26,4   |
| 17,8   | 30-44 ans    | 20,0   |
| 11,2   | 15-29 ans    | 9,1    |
| 15,9   | 0-14 ans     | 18,2   |

| Hommes | Classe d’âge | Femmes |
| ------ | ------------ | ------ |
| 0,5    | 90 ou +      | 1,4    |
| 5,5    | 75-89 ans    | 7,6    |
| 15,6   | 60-74 ans    | 16,3   |
| 20,8   | 45-59 ans    | 20     |
| 19,4   | 30-44 ans    | 19,4   |
| 17,6   | 15-29 ans    | 16,2   |
| 20,6   | 0-14 ans     | 19,1   |

## Culture locale et patrimoine

### Lieux et monuments

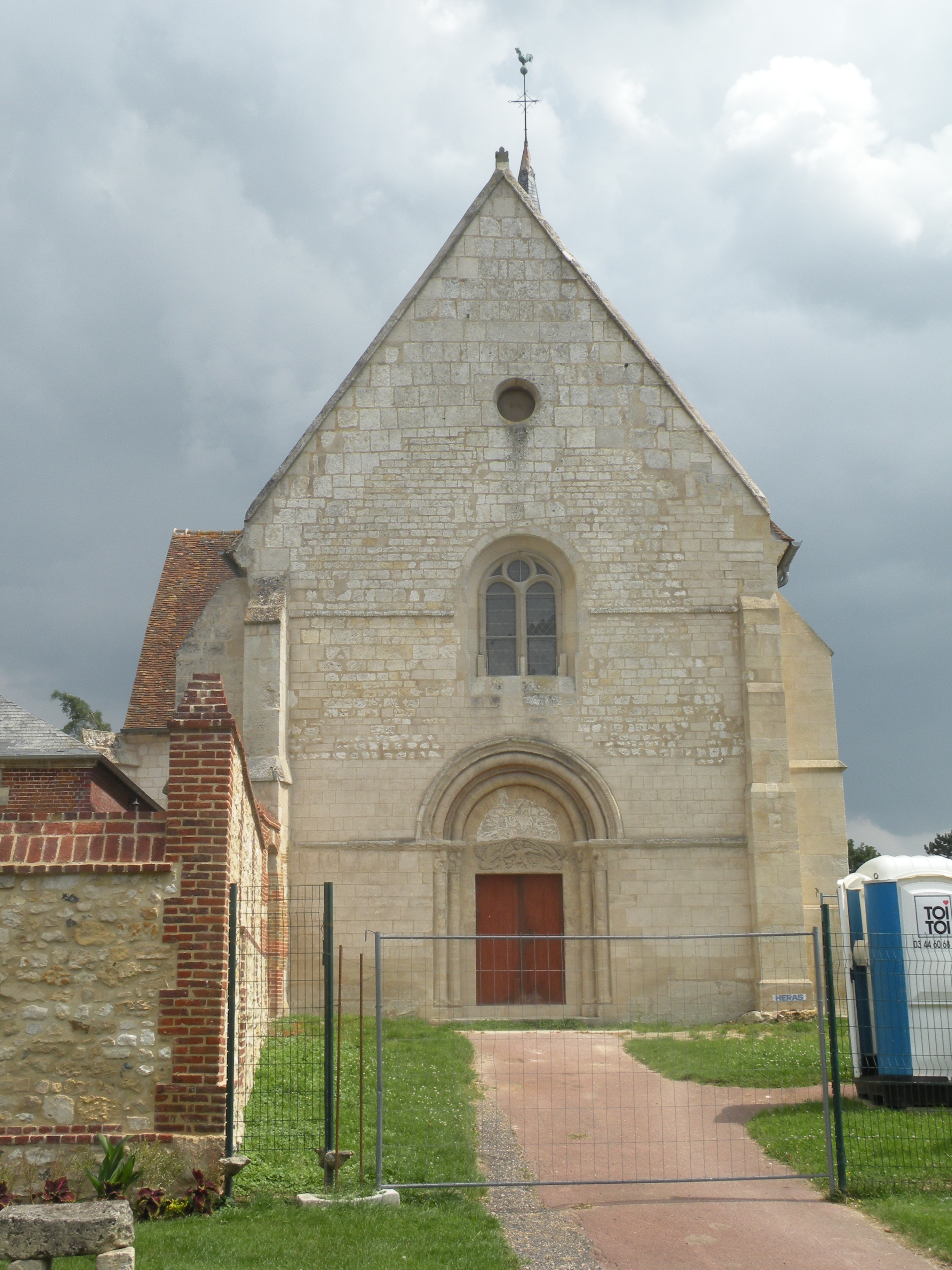
L'église.

La commune possède un unique monument historique sur son territoire, l'église, dédiée à Notre-Dame, elle reconnaît comme deuxième patron saint Gengou appelé dans le pays saint Gengon.
Cet édifice se compose de parties de différentes époques : la façade est romane, les voûtes sous le clocher datent de la période du style gothique lancéolé, le chœur et la chapelle Saint-Gengon sont du XVIe siècle. Le portail se compose d'une arcade romane à deux gros boudins appuyés sur des colonnettes. La nef est lambrissée. Les voûtes du chœur, du XIIIe siècle, reposent sur des colonnes dont les chapiteaux sont ornés de feuillages. Les voûtes du chœur, avec leurs clés pendantes, datent du XVIe siècle. Une chapelle latérale, formant saillie au nord, est placée sous l'invocation de saint Gengon : le culte de ce saint à Rémérangles ne paraît pas remonter au-delà du XVIe siècle.
Plusieurs objets situés dans l'église sont classés, dont une horloge datant de 1697, 25 bancs de 1846, des statues en bois du XIVe siècle ou encore un tableau du Xe siècle consacré à l'Assomption de la Vierge. L'église, restaurée en 2016 après plusieurs années de travaux, fait l'objet d'une inscription aux monuments historiques depuis le 2 avril 1927.
La tradition veut que, quatre cheveux d'un seigneur ou d'un riche fermier de Rémérangles étaient tombés dans un trou à marne, leur maître fit vœu, s'ils sortaient sains et saufs, d'aller chercher des reliques de saint Gengon. Les quatre cheveux ayant pu être retirés sans aucun mal, le seigneur rapporta dans l'église de la paroisse des reliques du saint,.
On note également :

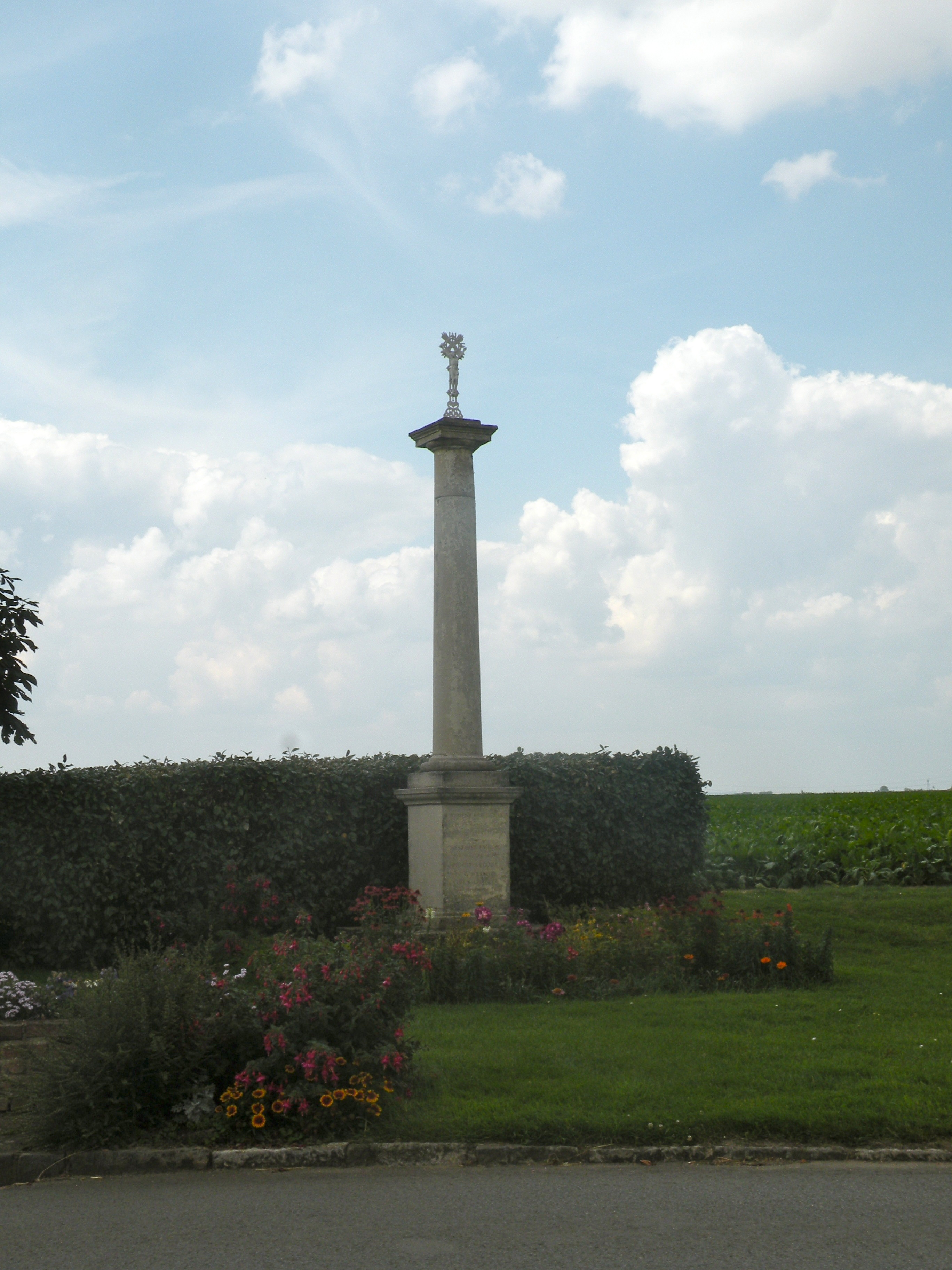
Le calvaire.

- Une maison du XVe siècle se trouve dans la rue principale.
- Calvaire, à l'angle des D 9 et D 94, au sud du village.